# Пуэрто-Кабесас (аэропорт)
Аэропорт Пуэрто-Кабесас (исп. Aeropuerto Puerto Cabezas) - аэропорт в городе Пуэрто-Кабесас на Атлантическом побережье Никарагуа.

## История
2 ноября 1940 года президент США Ф. Д. Рузвельт с министром обороны США Генри Стимсоном разработали план секретных переговоров с Панамериканской авиакомпанией на предмет укрепления баз США в Латинской Америке - в соответствии с которыми предусматривалось строительство аэродромов, портовых сооружений, ремонтных мастерских, складских помещений и других объектов в нескольких странах Латинской Америки (в том числе, в Никарагуа).
Аэродром был построен во время второй мировой войны для военно-морских сил США как база для противолодочной авиации США. Изначально имел грунтовую взлётно-посадочную полосу.
При подготовке США вторжения "бригады 2506" на Кубу аэродром был отремонтирован и получил условное название (JMTide, или «Happy Valley»). 1-2 апреля 1961 года из Реталулеу на него были перебазированы бомбардировщики B-26, во время боевых действий в заливе Свиней 14-19 апреля 1961 года вылетавшие на бомбардировки Кубы, а также транспортные С-46 и С-54, обеспечивавшие снабжение бригады. Охрану внешнего периметра аэропорта в это время обеспечивало подразделение никарагуанской национальной гвардии.
В начале 1980х годов началась модернизация аэропорта в Пуэрто-Кабесас и он получил взлётно-посадочную полосу с твёрдым покрытием.
В 1993 году в стране действовали два крупных аэропорта (аэропорт имени Сандино на окраине Манагуа и аэропорт в Пуэрто-Кабесас), все остальные аэродромы, посадочные полосы и посадочные площадки не использовались, поскольку внутренние авиарейсы были прекращены.
В дальнейшем предполагается получение статуса международного аэропорта.

## Современное состояние
Аэропорт имеет асфальтированную взлётно-посадочную полосу размером 2472 × 51 метр.